# قصبات لندن
قصبات لندن هي 32 مناطق الإدارة المحلية التي تشكن لندن الكبرى ويخضع كل منها لمجلس قصبة لندن. انشئت جميع قصبات لندن في نفس الوقت الذي تم فيه إنشاء لندن الكبرى في 1 أبريل 1965 من قبل قانون حكومة لندن في عام 1963 وهي نوع من المقاطعات الحكومية المحلية. وقد تم تعيين اثني عشر من الاقاليم الداخلية في لندن وعشرين من الاقاليم خارج لندن.
غالبا ما تكون أحياء لندن الداخلية اصغر من أحياء لندن الخارجية من ناحية عدد السكان ومساحة المنطقة  ولكن أكثر (ولكنها أكثر) كثافة سكانية. تم إنشاء أحياء لندن من خلال دمج مجموعات من وحدات الحكم المحلي السابق. وأدى العهد الذي أجري في الفترة بين عامي 1987 و 1992 إلى عدد من التعديلات الصغيرة نسبيا في حدود الأحياء.
توفر مجالس هذه البلدة أغلب الخدمات الحكومية المحلية، على النقيض (وبالمقابل فإن) من سلطة لندن الكبرى الاستراتيجية، التي تتمتع بسلطة محدودة بكل انحاءها. تم إجراء انتخابات المجالس لأول مرة في عام 1964 ووضعت كضل  للسلطات حتى 1 أبريل 1965. وتنقسم كل مقاطعة إلى أقسام انتخابية، تخضع لمراجعة دورية، لغرض انتخاب أعضاء المجالس. يتم إجراء انتخابات  (إجراء انتخابات) المجلس كل أربع سنوات، مع اخر انتخابات (ومع آخر انتخابات) عام 2014 والانتخابات المقبلة المقرر إجراؤها في عام 2018.
 
ويسيطر أحزاب المحافظين والعمل والحزب الليبرالي الديمقراطي على التكوين السياسي لمجالس بلدة لندن. ويتبع كل ثمانية وعشرون مجلسا نموذج القيادة والحكومة في الحكم التنفيذي، مع رؤساء البلديات المنتخبين مباشرة في هاكني ولويشام ونيوهام وبرج هامليتس. تدار بلدة لندن من قبل منظمة  مدينة لندن والمعابد الداخلية والمتوسطة

## التأسيس
منذ منتصف الثلاثينات، كانت منطقة لندن الكبرى تتألف من أربعة أنواع من السلطات الحكومية المحلية. وكانت هناك بلدة مقاطعة، ومدينة بلدية، وأحيا وأقاليم حضرية. ووفرت  المقاطعات الكبيرة جميع الخدمات الحكومية المحلية، واحتفظت بالصلاحيات التي تستثمر عادة في مجالس المقاطعات. وتمتعت سلطات البلديات وسلطات المناطق الحضرية بسلطات قليلة. وأصبحت الحالة أكثر تعقيدا لأن مجالس المقاطعات يمكن أن توفر مهام مثل مهمة التعليم الابتدائي وتوفير المكتبة لمجالس البلديات ومجالس المقاطعات، وقد تم تنفيذ ذلك بصورة جزئية. وسعى (وسعت) إصلاحيات حكومة لندن المحلية إلى تنظيم هذا الترتيب.
 
و أنشئت اللجنة الملكية للحكم المحلي في لندن الكبرى في عام 1957 ونشر التقرير في 19 تشرين الأول / أكتوبر 1960. واقترحت 52 من مقاطعات لندن التي يتراوح عدد سكانها بين 000 100 و 000 250 نسمة ([1]). ويتكون هذا من مجموعة من الوحدات القائمة بمجملها، وعملية اتحاد منطقتين أو ثلاثة، وبنيت منطقتان نتيجة للانقسام. في كانون الأول / ديسمبر 1961 , اصدرت الحكومة قرارا  أن يكون هناك 34 مقاطعة بدلا من 52، وفصل الحدود. وانخفض العدد المقترح إلى 32 في عام 1962
 إنشئت32 مقاطعة لندن وعاصمة لندن بموجب قانون حكومة لندن لعام1963 في 1 أبريل 1965. وتعيين اثني عشر من الاحياء الداخلية في منطقة مقاطعة لندن السابقة وعشرين من الاحياء في ضواحي لندن الخارجية. كانت مجالس بلدية لندن الخارجية تعد سلطات تعليمية محلية، لكن مجالس البلديات الداخلية في لندن خصصت في المركز  الأول للمحافظة على  وجود هيئة التعليم الداخلي في لندن، التي أشادت بها المعارضة الرسمية والحكومة، التي أشارت كذلك إلى أن وفرت  العديد من السلطات المحلية الصغيرة في مقاطعة لندن سابقا  التعليم. استمرت مدينة لندن تدار من قبل منظمة  مدينة لندن والمعابد الداخلية والمتوسطة. [نوتس 1]
 
واجريت الانتخابات في 7 أيار / مايو 1964، وأصبحت المجالس الجديدة تعمل كسلطات قبل أن تدخل في صلاحياتها في العام التالي.

## السلطات السابقة
تم إنشاء الأحياء كما يلي. وقد أدخلت بعض التغييرات الطفيفة نسبيا على حدود الأحياء منذ عام 1965، وتغيرت أسماء اثنان من الاحياء
مجلس لندن الكبرى.
في الفترة ما بين عامي 1965 و 1986 كانت المقاطعات جزءا من نظام حكومي ذي مستويين وتقسيم السلطة مع مجلس لندن الكبرى. وبناء على  تقسيم السلطات والوظائف أن مجلس لندن الكبرى مسؤول عن خدمات «المنطقة الكبيرة» مثل الحرائق والإسعافات الاولية  والوقاية من الفيضانات والتخلص من النفايات؛ أما  المجالس البلدية في لندن فهي مسوولة  (مسؤولة) عن الخدمات «الشخصية» مثل الرعاية الاجتماعية والمكتبات والمقابر وجمع النفايات. وشهد العديد من مجالس البلديات في لندن والمؤتمر الشعبي تمردا  في عام في 1985. وفي 1 نيسان / أبريل،986 , ألغي المؤتمر الشعبي العام وتولت مجالس البلديات المسؤولية عن بعض الخدمات التي قدمها مجلس لندن الكبرى، مثل التخلص من النفايات. وظلت هيئة التعليم الداخلي في لندن موجودة كسلطة مخصصة. وفي عام 1990 ألغيت وأصبحت مجالس البلديات الداخلية في لندن كسلطات تعليمية محلية أيضا.

## تغييرات في الأسماء  والحدود
اصدر  قانون الحكم المحلي لعام 1972قرار لتغيير اسم منطقة لندن ومجلسها. تم استخدام هذا من قبل مقاطعة لندن من هامرسميث (تغيرت إلى هامرزميث وفولهام) في 1 أبريل 1979 وبور لندن من باركينغ (تغيرت إلى باركينغ وداغينهام) في 1 من يناير 1980. وسقطت أسماء المقاطعات التي شكلت من خلال دمج  اثنين من الأسماء المحلية عند إنشاء الأحياء.
 
انشئت  أحياء لندن من خلال الجمع بين الوحدات القائمة في الحكومة المحلية بمجملها، وملاحظة  أن هذا قد يسبب حدودا تعسفية في بعض الأماكن. واصدر  قانون حكومة لندن لعام 1963 قرارا  للمجتمعات المحلية على حافة لندن الكبرى لتقديم المواصلات  للنقل من أحياء لندن إلى المقاطعة المجاورة. [2] وقد تم هذا في عام 1969 في نقل نوخهولت في بروملي إلى كينت، وفارليه وهولي في كرويدون إلى ساري. وينص القانون أيضا على الية  عمليات النقل بين أقاليم لندن والمقاطعات المجاورة حيث يوجد توافق في الآراء بشأن التغيير بين جميع السلطات المحلية ذات الصلة. وقد استخدم هذا الحكم لتبادل جزيرتين على نهر التايمز بين ريتشموند على ثامس وسوري.
هيئة لندن الكبرى 
تم إنشاء سلطة لندن الكبرى في عام 2000، التي تضم كل من عمدة  وجمعية لندن. وباعتبارها سلطة إستراتيجية، فإنها لم تستوعب سوى سلطات محدودة، مثل الطرق السريعة الرئيسية واستراتيجية التخطيط، من مجالس البلديات.
مجالس البلدية في لندن 
وهي التي تديرها مجالس البلديات في لندن (وتعرف أحيانا بلجان مكافحة الإرهاب) التي يتم انتخابها كل أربع سنوات. وهي السلطات المحلية الرئيسية في لندن، وهي مسؤولة عن إدارة معظم الخدمات المحلية، مثل المدارس والخدمات الاجتماعية وجمع النفايات  وتنظيم الطرق. بعض الخدمات في لندن تديرها  سلطة لندن الكبرى،  وتدار بعض الخدمات والضرائب الحكومية  داخل مجالس لندن. وتعقد بعض المجالس الاجتماعات معا للحصول على خدمات مثل جمع النفايات والتخلص منها (على سبيل المثال، سلطة النفايات في غرب لندن). أما المقاطعات فهي مقاطعات حكومية محلية ولها وظائف مماثلة لأقسام المدن الكبرى. ويعتبر كل مجلس بلدية كسلطة التعليم المحلية.

## الخدمات المشتركة
الخدمات المشتركة هي خدمات مجلس البلدية المشتركة بين اثنين أو أكثر من الأحياء. فكانت تقاوم  في السابق بسبب المجالس التي تحرس سلطتها. والإضافة إلى ذلك، أصبح الحاجة إلى تخفيضات الميزانية في أواخر 2000s  واضحه سعت بعض المجالس للحصول علو المرونة والانسجام في الخدمات. وواقر ستمنستر وهامرزميث وفولهام  دمج خدمات التعليم، بما في ذلك القبول في المدارس والنقل، في حلول عام 2011.و في أكتوبر 2010، أعلنت هامرزميث وفولهام، كنسينغتون وتشيلسي وستمنستر عن خطط لدمج كل خدماتها لإنشاء «المجلس الفائق». وسيحتفظ كل منهم بهويته السياسية وقيادته ومستشاريه، ولكن سيتم الجمع بين الموظفين والميزانيات من أجل تحقيق التوفير في التكاليف. كما أعرب لامبيث وسوثورك عن اهتمامهما بتقاسم الخدمات. 

## انتقاد الخدمات المشتركة
يدعي المفكر الإداري والمخترع الأستاذ جون سيدون  إلى لطريقة الطليعة، أن مشاريع الخدمات المشتركة التي تقوم على محاولات تحقيق وفورات الحجم هي عبارة عن مزيج من البيانات الواضحة المعقولة)و القليل من البيانات الصعبة [التوضيح المطلوب] للنص عن تأكيدين واسعين، ولا يوجد سوى القليل من الأدلة الواقعية الصعبة. وايضا يقول إن مشاريع الخدمات المشتركة خاضعة للفشل (وغالبا ما تكون في نهاية المطاف تكلفك أكثر مما تتأمل في إنقاذها) لأنها تسبب تعطيل في تدفق الخدمة عن طريق تحريك العمل إلى موقع مركزي، المماطلة في عمليات تسليم، وإعادة صياغة والازدواجية، وإطالة الوقت الذي يستغرق لتقديم الخدمة وبالتالي يتم إلغاء الطلب (الطلب الناجم عن عدم القيام بشيء أو خدمة العميل بشكل صحيح)
وأشار سيدون مباشرة إلى ما تسمية الخدمات المشتركة ثلاثي المناطق في مقالته في عام 2012. 
قائمة لأسماء الأحياء بلندن:
1. مدينة لندن (ليست منطقة لندن)
2. مدينة وستمنستر
3. كنسينغتون وتشيلسي
4. هامرزميث وفولهام
5. اندسوورث
6. لامبث
7. ساوثوورك
8. برج هامليتس
9. بتذلل
10. إزلينغتون
11. كامدن
12. برنت
13. إيلينغ
14. هونسلو
15. ريتشموند على نهر التايمز
16. كينغستون أبون تيمز
17. ميرتون
18. ساتون
19. كرويدون
20. بروملي
21. ويشام
22. غرينتش
23. بيكسلي
24. هافرينج
25. نباح وداجنهام
26. ريدبريدج
27. نيوهام
28. غابة والثام
29. هارينجي
30. انفيلد
31. بارنيت
32. مسلفة
33. هيلينغدون

### القائمة
| 1. مدينة لندن (ليست من ضمن القصبات لندن) 2. مدينة وستمنستر 3. Kensington and Chelsea 4. Hammersmith and Fulham ‏ 5. Wandsworth 6. Lambeth 7. Southwark 8. Tower Hamlets 9. Hackney 10. Islington 11. Camden 12. Brent 13. Ealing 14. Hounslow 15. Richmond upon Thames 16. Kingston upon Thames ‏ 17. Merton | 1. Sutton 2. Croydon 3. Bromley 4. لويشام ‏ 5. Greenwich 6. Bexley 7. Havering 8. منطقة باركينغ وداغنهام في لندن 9. Redbridge 10. Newham 11. ناحية غابة والثام في لندن ‏ 12. Haringey 13. Enfield 14. Barnet 15. Harrow 16. Hillingdon |

هناك أربعة أحياء ليس لها "لندن بورو" في أسمائها الرسمية: مدينة وستمنستر، والأحياء الملكية في كينغستون أبون تيمز، وكنسينغتون وتشيلسي، وغرينتش.

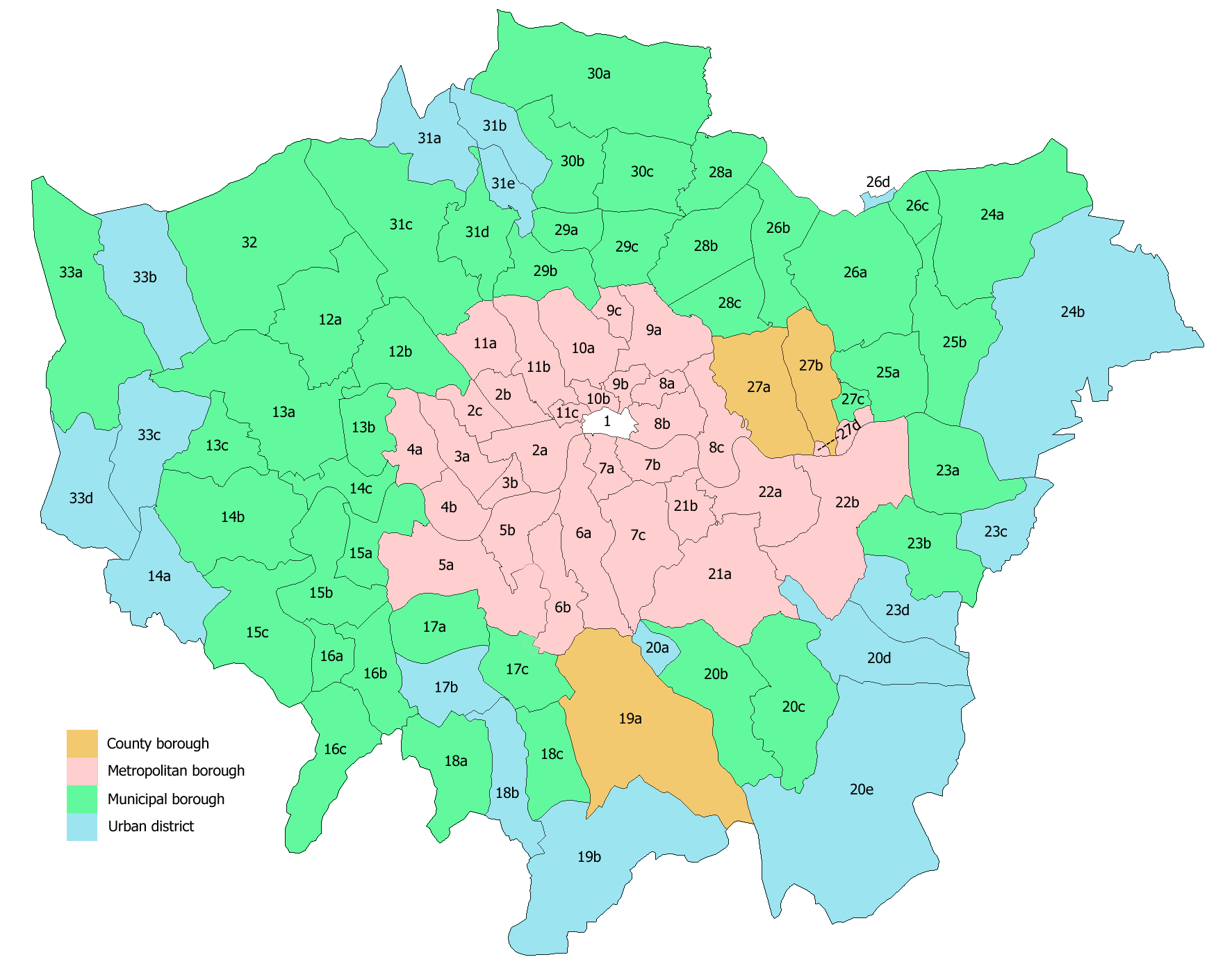
Former local authorities in the Greater London area * County boroughs * * *